# Kaiseki

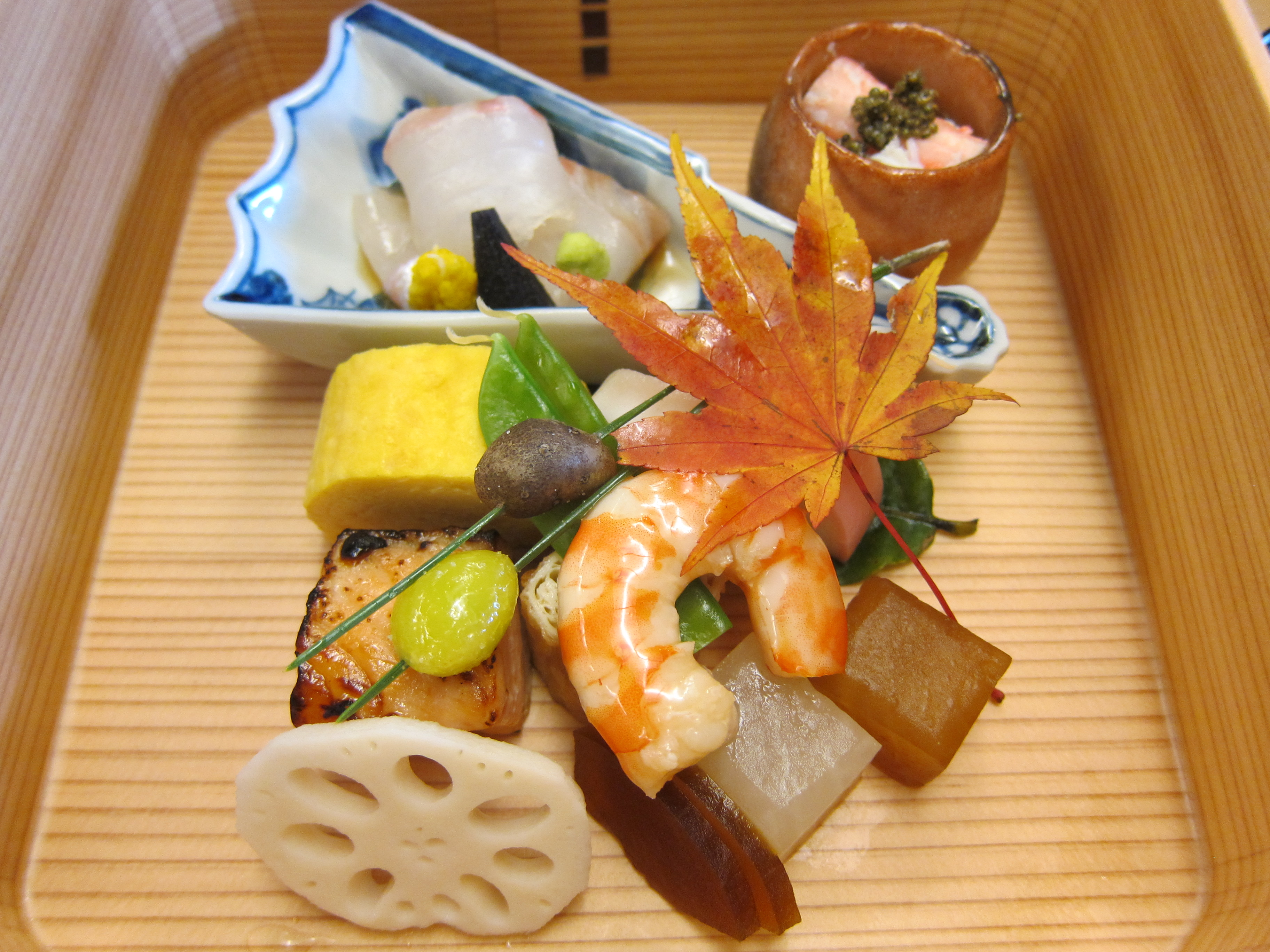
Ein sorgfältig arrangierter Gang eines mehrgängigen Kaiseki-Mahls

Kaiseki (jap. 懐石) bezeichnet ein leichtes Mahl, das zur japanischen Teezeremonie serviert wird. Heute wird der Begriff auch für einen speziellen Stil eines leichten Menüs in einem japanischen Restaurant verwendet. Kaiseki wird oft in Ryōtei- (料亭) oder Kappō (割烹)-Restaurants serviert.

## Ursprung
Kaiseki bedeutete ursprünglich Onjaku (温石), ein über offenem Feuer erwärmter Stein, den man in die Kleider einschlug, um sich zu wärmen. Der Ursprung wird auch auf Zen-Mönche zurückgeführt, die anfangs einen warmen Stein an den Körper drückten, um das Hungergefühl zu unterdrücken. Später wurde dieser durch ein leichtes Essen ersetzt.
Eine andere Theorie besagt, ein armer Zen-Mönch habe, da er selbst nichts Essbares hatte, einem Gast statt Essen seinen Onjaku angeboten, um ihm wenigstens Wärme zu geben.

## Stil
Heute wird der Schwerpunkt bei Kaiseki weniger auf die Bedeutung als Mahl gelegt, um Gäste willkommen zu heißen. Es ist eher ein Essen, um die Teezeremonie abzurunden: Cha Kaiseki (茶懐石), deutsch: Tee-Kaiseki.
Kaiseki kann auch allgemein als leichtes Essen definiert und serviert werden. Ein Kaiseki europäischen Stils hat daher oft nur wenig Unterschied zu einem mehrgängigen, leichten Essen.
Die Reihenfolge der Gerichte kann differieren, je nachdem, ob es bei einer Teezeremonie oder bei anderen Anlässen serviert wird.
Eine Schale Reis und Suimono (klare Suppe) oder Misoshiru (Miso-Suppe) werden oft zu Beginn eines mehrgängigen Menüs serviert, können aber auch ausgelassen werden.
Die Gerichte können auch jeder Person einzeln serviert werden, um eine lockere Atmosphäre  zu erzielen, anstatt die Portionen entsprechend den bei einer Teezeremonie genau vorgegebenen Regeln zu nehmen.

## Gerichte
Die Kaiseki-Küche war einst – entsprechend ihrer Herkunft aus dem Zen – eine streng vegetarische. Heute haben Fisch, gelegentlich auch Fleisch Einzug gehalten. Wenn es sich nicht um eine Teezeremonie handelt, kann auch Sake serviert werden.
Bei Kaiseki werden nur frische Zutaten entsprechend der jeweiligen Jahreszeit benutzt. Sie werden so zubereitet, dass ihr Eigengeschmack hervorgehoben wird. Besondere Sorgfalt wird auf die Auswahl der Zutaten gelegt. Die Gerichte werden sorgfältig auf speziell zur Hervorhebung der Eigenart und des jahreszeitlichen Themas des Gerichtes ausgewähltem Geschirr angerichtet.
Die Gerichte werden geradezu künstlerisch angeordnet und garniert, oft mit echten Blättern und Blüten. Essbare Garnituren werden oft so gestaltet, dass sie Pflanzen oder Tieren ähneln.
Das Geschirr und die Garnituren sind ein genauso wichtiger Teil des Erlebnisses wie das Essen selbst. Einige würden sogar behaupten, dass die ästhetische Erfahrung, das Essen zu betrachten, wichtiger sei als das Essen zu verzehren.

## Geschirr
Schöne und jahreszeitlich passende japanische Keramik oder Porzellan, Urushi oder Glas können benutzt werden. Manchmal werden frisch aufgespaltene Bambusstängel als Behältnis benutzt.  Üblicherweise werden Reis und Suppe in Gefäßen aus Urushi serviert. Die Gefäße werden während und nach dem Essen bewundert; unpassendes Geschirr zu verwenden wird als peinlich empfunden.